# Hockey Pro League 2021/22 (mannen)
De Hockey Pro League 2021/22 voor mannen was de derde editie van de Hockey Pro League, een internationaal hockeytoernooi voor landenteams dat wordt georganiseerd door de Internationale Hockeyfederatie (FIH). Het toernooi ging in oktober 2021 van start en liep tot juni 2022.

## Opzet
De deelnemende landen speelden twee keer binnen een kort tijdsbestek tegen elk ander land; of thuis, of uit. Bij de volgende editie van de Hockey Pro League wordt dit omgedraaid. Als een van beide onderlinge wedstrijden moest worden afgelast, dan telde de uitslag van de andere wedstrijd dubbel. De wedstrijden werden gespeeld van oktober 2021 tot juni 2022. Het land dat bovenaan eindigde, was de winnaar.

## Deelnemende landen
- Argentinië
- Australië
- België
- Canada
- Duitsland
- Engeland
- Frankrijk
- India
- Nederland
- Nieuw-Zeeland
- Spanje
- Zuid-Afrika

Aanvankelijk zouden de landenteams van Australië en Nieuw-Zeeland aan het toernooi deelnemen, maar deze trokken zich op 17 september 2021 terug vanwege reisbeperkingen die met de coronapandemie samenhangen. Op 8 december 2021 werden deze landenteams vervangen door die van Canada en Zuid-Afrika. Canada besloot zich op 17 januari terug te trekken vanwege zorgen over de uitbraak van de SARS-CoV-2-omikronvariant. Op 25 januari maakte de FIH bekend dat Frankrijk als vervanger van Canada was aangewezen.

## Resultaten
| Pos | Team        | Wed | W  | WNS | VNS | V  | GV | GT | GS  | Ptn |
| --- | ----------- | --- | -- | --- | --- | -- | -- | -- | --- | --- |
| 1   | Nederland   | 16  | 12 | 3   | 0   | 1  | 61 | 28 | +33 | 42  |
| 2   | België      | 16  | 10 | 1   | 3   | 2  | 52 | 25 | +27 | 35  |
| 3   | India       | 16  | 8  | 2   | 2   | 4  | 62 | 40 | +22 | 30  |
| 4   | Duitsland   | 16  | 8  | 2   | 0   | 6  | 40 | 36 | +4  | 28  |
| 5   | Argentinië  | 16  | 6  | 3   | 1   | 6  | 31 | 35 | −4  | 25  |
| 6   | Engeland    | 16  | 7  | 1   | 1   | 7  | 40 | 41 | −1  | 24  |
| 7   | Spanje      | 16  | 5  | 0   | 3   | 8  | 36 | 43 | −7  | 18  |
| 8   | Frankrijk   | 16  | 4  | 0   | 1   | 11 | 31 | 46 | −15 | 13  |
| 9   | Zuid-Afrika | 16  | 0  | 0   | 1   | 15 | 23 | 82 | −59 | 1   |

| 16 oktober 2021 16:30                                               |         |               |                                                                                      |
| België                                                              | 6–1     | Duitsland     | Royal Uccle Sport, Brussel Scheidsrechters: Dan Barstow (ENG) Jonas van 't Hek (NED) |
| Dockier 19' Charlier 24' Ghislain 37' De Kerpel 50', 58' Dohmen 59' | verslag | Schachner 54' | Royal Uccle Sport, Brussel Scheidsrechters: Dan Barstow (ENG) Jonas van 't Hek (NED) |

| 17 oktober 2021 16:30                                        |         |                                     |                                                                                      |
| België                                                       | 5–3     | Duitsland                           | Royal Uccle Sport, Brussel Scheidsrechters: Jonas van 't Hek (NED) Dan Barstow (ENG) |
| Dockier 15', 19' Cosyns 18' T. Stockbroekx 40' De Kerpel 58' | verslag | Wellen 4' Windfeder 27' Hellwig 45' | Royal Uccle Sport, Brussel Scheidsrechters: Jonas van 't Hek (NED) Dan Barstow (ENG) |

| 26 november 2021 18:30      |         |                              |                                                                                      |
| Nederland                   | 2–2     | België                       | Wagenerstadion, Amstelveen Scheidsrechters: Christian Blasch (GER) Ben Göntgen (GER) |
| Pieters 35' Janssen 49'     | verslag | Van Aubel 38' Hendrickx 53'  | Wagenerstadion, Amstelveen Scheidsrechters: Christian Blasch (GER) Ben Göntgen (GER) |
| Shoot-out                   |         |                              | Wagenerstadion, Amstelveen Scheidsrechters: Christian Blasch (GER) Ben Göntgen (GER) |
| T. Brinkman Van Dam De Geus | 3–0     | Van Aubel De Sloover Denayer | Wagenerstadion, Amstelveen Scheidsrechters: Christian Blasch (GER) Ben Göntgen (GER) |

| 28 november 2021 14:00  |         |               |                                                                                     |
| Nederland               | 2–1     | België        | Wagenerstadion, Amstelveen Scheidsrechters: Bruce Bale (ENG) Christian Blasch (GER) |
| Van Dam 3' Warmerdam 6' | verslag | Hendrickx 28' | Wagenerstadion, Amstelveen Scheidsrechters: Bruce Bale (ENG) Christian Blasch (GER) |

| 4 februari 2022 11:00 |         |                                                                  |                                                                                   |
| Spanje                | 1–6     | Engeland                                                         | Estadio Betero, Valencia Scheidsrechters: Bruce Bale (ENG) Michelle Meister (GER) |
| Rodríguez 59'         | verslag | D. Scott 20' Condon 27', 53' Wallace 34' Oates 35' Goodfield 57' | Estadio Betero, Valencia Scheidsrechters: Bruce Bale (ENG) Michelle Meister (GER) |

| 5 februari 2022 13:00 |         |                                      |                                                                                      |
| Spanje                | 2–3     | Engeland                             | Estadio Betero, Valencia Scheidsrechters: Michelle Meister (GER) Jakub Mejzlík (CZE) |
| Sanz FG' Gispert FG'  | verslag | Bandurak 23' Scott 35' Goodfield 60' | Estadio Betero, Valencia Scheidsrechters: Michelle Meister (GER) Jakub Mejzlík (CZE) |

| 8 februari 2022 18:00 |         |                                                                  |                                                                                                  |
| Frankrijk             | 0–5     | India                                                            | NWU Astro, Potchefstroom, Zuid-Afrika Scheidsrechters: Wanri Venter (RSA) Annelize Rostron (RSA) |
|                       | verslag | Harmanpreet 21' Varun 24' Shamsher 28' Mandeep 32' Akashdeep 41' | NWU Astro, Potchefstroom, Zuid-Afrika Scheidsrechters: Wanri Venter (RSA) Annelize Rostron (RSA) |

| 8 februari 2022 20:00 |         | |                                                                                   |
| Zuid-Afrika           | 1–11    | Nederland                                                                                                  | NWU Astro, Potchefstroom Scheidsrechters: Sean Rapaport (RSA) Ayden Shrives (RSA) |
| Ntuli 20'             | verslag | Swaen 8', 47' Brinkman 26', 51' De Vilder 27' Van Dam 30' Croon 31' Janssen 46', 55' Bijen 49' Reyenga 54' | NWU Astro, Potchefstroom Scheidsrechters: Sean Rapaport (RSA) Ayden Shrives (RSA) |

| 9 februari 2022 18:00 |         |                                                                                                   |                                                                                      |
| Zuid-Afrika           | 2–10    | India                                                                                             | NWU Astro, Potchefstroom Scheidsrechters: Annelize Rostron (RSA) Ayden Shrives (RSA) |
| Bell 44' Pautz 45'    | verslag | Harmanpreet 2' Jugraj 4', 6', 23' Abhishek 12' Gursahibjit 24', 36' Dilpreet 25', 58' Mandeep 27' | NWU Astro, Potchefstroom Scheidsrechters: Annelize Rostron (RSA) Ayden Shrives (RSA) |

| 9 februari 2022 20:00           |         |                                          |                                                                                               |
| Frankrijk                       | 2–2     | Nederland                                | NWU Astro, Potchefstroom, Zuid-Afrika Scheidsrechters: Wanri Venter (RSA) Sean Rapaport (RSA) |
| S. Branicki 10' Charlet 56'     | verslag | T. Brinkman 23' Bijen 55'                | NWU Astro, Potchefstroom, Zuid-Afrika Scheidsrechters: Wanri Venter (RSA) Sean Rapaport (RSA) |
| Shoot-out                       |         |                                          | NWU Astro, Potchefstroom, Zuid-Afrika Scheidsrechters: Wanri Venter (RSA) Sean Rapaport (RSA) |
| Lockwood Tynevez Dumont Charlet | 2–4     | Van Dam T. Brinkman Reyenga Bijen De Mol | NWU Astro, Potchefstroom, Zuid-Afrika Scheidsrechters: Wanri Venter (RSA) Sean Rapaport (RSA) |

| 12 februari 2022 18:00                              |         |                                |                                                                                                  |
| Frankrijk                                           | 5–2     | India                          | NWU Astro, Potchefstroom, Zuid-Afrika Scheidsrechters: Sean Rapaport (RSA) Annelize Rotron (RSA) |
| Charlet 16', 59' Lockwood 35' Masson 48' Rogeau 60' | verslag | Jarampreet 22' Harmanpreet 57' | NWU Astro, Potchefstroom, Zuid-Afrika Scheidsrechters: Sean Rapaport (RSA) Annelize Rotron (RSA) |

| 12 februari 2022 19:00 |         |             |                                                                                     |
| Argentinië             | 2–1     | België      | CeNARD, Buenos Aires Scheidsrechters: Germán Montes de Oca (ARG) Diego Barbas (ARG) |
| Bugallo 7' Casella 58' | verslag | Dockier 10' | CeNARD, Buenos Aires Scheidsrechters: Germán Montes de Oca (ARG) Diego Barbas (ARG) |

| 12 februari 2022 20:00   |         |                                                                       |                                                                                  |
| Zuid-Afrika              | 2–6     | Nederland                                                             | NWU Astro, Potchefstroom Scheidsrechters: Ayden Shrives (RSA) Wanri Venter (RSA) |
| Jackson 26' De Sousa 60' | verslag | Van Dam 15' Brinkman 21' Warmerdam 29', 39' Swaen 46' Hoedemakers 54' | NWU Astro, Potchefstroom Scheidsrechters: Ayden Shrives (RSA) Wanri Venter (RSA) |

| 13 februari 2022 18:00 |         |                                                                                                |                                                                                      |
| Zuid-Afrika            | 2–10    | India                                                                                          | NWU Astro, Potchefstroom Scheidsrechters: Annelize Rostron (RSA) Syden Shrives (RSA) |
| Bell 12' Beauchamp 53' | verslag | Varun 15' Shilanand 27', 48' Mandeep 28' Harmanpreet 13', 52', 60', 60' Sumit 45' Shamsher 56' | NWU Astro, Potchefstroom Scheidsrechters: Annelize Rostron (RSA) Syden Shrives (RSA) |

| 13 februari 2022 19:00 |         |                            |                                                                                     |
| Argentinië             | 0–2     | België                     | CeNARD, Buenos Aires Scheidsrechters: Diego Barbas (ARG) Germán Montes de Oca (ARG) |
|                        | verslag | Hendrickx 15' Luypaert 55' | CeNARD, Buenos Aires Scheidsrechters: Diego Barbas (ARG) Germán Montes de Oca (ARG) |

| 13 februari 2022 20:00 |         |                                                            |                                                                                               |
| Frankrijk              | 1–5     | Nederland                                                  | NWU Astro, Potchefstroom, Zuid-Afrika Scheidsrechters: Wanri Venter (RSA) Sean Rapaport (RSA) |
| Bellenger 33'          | verslag | J. Brinkman 15' T. Brinkman 24', 32' Croon 34' Janssen 40' | NWU Astro, Potchefstroom, Zuid-Afrika Scheidsrechters: Wanri Venter (RSA) Sean Rapaport (RSA) |

| 15 februari 2022 20:00 |         |                                              |                                                                                                |
| Zuid-Afrika            | 1–4     | Frankrijk                                    | NWU Astro, Potchefstroom, Zuid-Afrika Scheidsrechters: Ayden Shrives (RSA) Sean Rapaport (RSA) |
| D. Cassiem 57'         | verslag | Baumgarten 4', 41' Rogeau 10' T. Clément 54' | NWU Astro, Potchefstroom, Zuid-Afrika Scheidsrechters: Ayden Shrives (RSA) Sean Rapaport (RSA) |

| 16 februari 2022 20:00     |         |                                      |                                                                                                  |
| Frankrijk                  | 2–3     | Duitsland                            | NWU Astro, Potchefstroom, Zuid-Afrika Scheidsrechters: Annelize Rostron (RSA) Wanri Venter (RSA) |
| T. Clément 37' Tynevez 60' | verslag | Bosserhoff 15' T. Grambusch 51', 59' | NWU Astro, Potchefstroom, Zuid-Afrika Scheidsrechters: Annelize Rostron (RSA) Wanri Venter (RSA) |

| 17 februari 2022 20:00 |         |                                                                                |                                                                                      |
| Zuid-Afrika            | 1–6     | Duitsland                                                                      | NWU Astro, Potchefstroom Scheidsrechters: Annelize Rostron (RSA) Ayden Shrives (RSA) |
| Horne 30'              | verslag | T. Grambrusch 17' M. Grambusch 34' Gill 41' Prinz 45' Herzbruch 50' Wellen 58' | NWU Astro, Potchefstroom Scheidsrechters: Annelize Rostron (RSA) Ayden Shrives (RSA) |

| 19 februari 2022 16:30 |         |          |                                                                                     |
| Argentinië             | 2–0     | Engeland | CeNARD, Buenos Aires Scheidsrechters: Germán Montes de Oca (ARG) Diego Barbas (ARG) |
| Rey 5' Monja 45+'      | verslag |          | CeNARD, Buenos Aires Scheidsrechters: Germán Montes de Oca (ARG) Diego Barbas (ARG) |

| 19 februari 2022 20:00   |         |                                                   |                                                                                                   |
| Frankrijk                | 2–4     | Duitsland                                         | NWU Astro, Potchefstroom, Zuid-Afrika Scheidsrechters: Sean Rapaport (RSA) Annelize Rostron (RSA) |
| T. Clément 54' Curty 59' | verslag | Weigand 33' H. Müller 37' Prinz 53' Trompertz 60' | NWU Astro, Potchefstroom, Zuid-Afrika Scheidsrechters: Sean Rapaport (RSA) Annelize Rostron (RSA) |

| 20 februari 2022 16:30       |         |               |                                                                                     |
| Argentinië                   | 3–1     | Engeland      | CeNARD, Buenos Aires Scheidsrechters: Diego Barbas (ARG) Germán Montes de Oca (ARG) |
| Toscani 9' Martinez 21', 60' | verslag | Bandurak 45+' | CeNARD, Buenos Aires Scheidsrechters: Diego Barbas (ARG) Germán Montes de Oca (ARG) |

| 20 februari 2022 20:00 |         |                        |                                                                                                |
| Frankrijk              | 1–2     | Zuid-Afrika            | NWU Astro, Potchefstroom, Zuid-Afrika Scheidsrechters: Sean Rapaport (RSA) Ayden Shrives (RSA) |
| M. Cassiem 8'          | verslag | Rogeau 18' Charlet 37' | NWU Astro, Potchefstroom, Zuid-Afrika Scheidsrechters: Sean Rapaport (RSA) Ayden Shrives (RSA) |

| 21 februari 2022 20:00 |         |                                   |                                                                                  |
| Zuid-Afrika            | 1–3     | Duitsland                         | NWU Astro, Potchefstroom Scheidsrechters: Sean Rapaport (RSA) Wanri Venter (RSA) |
| Beauchamp 48'          | verslag | Rühr 11' Hellwig 27' Kaufmann 46' | NWU Astro, Potchefstroom Scheidsrechters: Sean Rapaport (RSA) Wanri Venter (RSA) |

| 26 februari 2022 19:30                                    |         |                                       |                                                                                     |
| India                                                     | 5–4     | Spanje                                | Kalinga Stadium, Bhubaneswar Scheidsrechters: Raghu Prasad (IND) Javed Shaikh (IND) |
| Harmanpreet 15', 60' Shilanand 41' Shamsher 43' Varun 55' | verslag | Pa. Cunill 14' Miralles 20', 23', 40' | Kalinga Stadium, Bhubaneswar Scheidsrechters: Raghu Prasad (IND) Javed Shaikh (IND) |

| 27 februari 2022 19:30                   |         |                                                            |                                                                                     |
| India                                    | 3–5     | Spanje                                                     | Kalinga Stadium, Bhubaneswar Scheidsrechters: Javed Shaikh (IND) Raghu Prasad (IND) |
| Abhishek 6' Harmanpreet 27' Sukhjeet 51' | verslag | Pa. Cunill 14', 24' Tarrés 14' Pe. Cunill 54' Miralles 59' | Kalinga Stadium, Bhubaneswar Scheidsrechters: Javed Shaikh (IND) Raghu Prasad (IND) |

| 19 maart 2022 19:30                   |         |                                |                                                                                     |
| India                                 | 2–2     | Argentinië                     | Kalinga Stadium, Bhubaneswar Scheidsrechters: Javed Shaikh (IND) Deepak Joshi (IND) |
| Gurjant 38' Mandeep 60'               | verslag | Acosta 45' Keenan 52'          | Kalinga Stadium, Bhubaneswar Scheidsrechters: Javed Shaikh (IND) Deepak Joshi (IND) |
| Shoot-out                             |         |                                | Kalinga Stadium, Bhubaneswar Scheidsrechters: Javed Shaikh (IND) Deepak Joshi (IND) |
| Harmanpreet Abhishek Gurjant Sukhjeet | 1–3     | Keenan Domene Toscani Ferreiro | Kalinga Stadium, Bhubaneswar Scheidsrechters: Javed Shaikh (IND) Deepak Joshi (IND) |

| 20 maart 2022 19:30                    |         |                                         |                                                                                      |
| India                                  | 4–3     | Argentinië                              | Kalinga Stadium, Bhubaneswar Scheidsrechters: Raghu Prasad (IND) Javeed Shaikh (IND) |
| Hardik 17' Jugraj 20', 52' Mandeep 60' | verslag | Della Torre 40' Domene 51' Ferreiro 56' | Kalinga Stadium, Bhubaneswar Scheidsrechters: Raghu Prasad (IND) Javeed Shaikh (IND) |

| 26 maart 2022 16:30   |         |             |                                                                                               |
| Duitsland             | 2–1     | Spanje      | Warsteiner HockeyPark, Mönchengladbach Scheidsrechters: Dan Barstow (ENG) Michiel Otten (NED) |
| Peillat 1' Wellen 35' | verslag | Sánchez 58' | Warsteiner HockeyPark, Mönchengladbach Scheidsrechters: Dan Barstow (ENG) Michiel Otten (NED) |

| 27 maart 2022 14:30           |         |                                            |                                                                                              |
| Duitsland                     | 1–1     | Spanje                                     | Warsteiner HockeyPark, Mönchengladbach Scheidsrechters: Sarah Wilson (SCO) Dan Barstow (ENG) |
| Peillat 48'                   | verslag | Basterra 60'                               | Warsteiner HockeyPark, Mönchengladbach Scheidsrechters: Sarah Wilson (SCO) Dan Barstow (ENG) |
| Shoot-out                     |         |                                            | Warsteiner HockeyPark, Mönchengladbach Scheidsrechters: Sarah Wilson (SCO) Dan Barstow (ENG) |
| Wellen Hartkopf Prinz Hellwig | 3–2     | Iglesias Gispert Miralles Reyne Vilallonga | Warsteiner HockeyPark, Mönchengladbach Scheidsrechters: Sarah Wilson (SCO) Dan Barstow (ENG) |

| 2 april 2022 19:30                                           |         |                                                           |                                                                                     |
| India                                                        | 3–3     | Engeland                                                  | Kalinga Stadium, Bhubaneswar Scheidsrechters: Raghu Prasad (IND) Javed Shaikh (IND) |
| Abhishek 14' Shamsher 27' Harmanpreet 52'                    | verslag | Bandurak 8', 28' Ward 60'                                 | Kalinga Stadium, Bhubaneswar Scheidsrechters: Raghu Prasad (IND) Javed Shaikh (IND) |
| Shoot-out                                                    |         |                                                           | Kalinga Stadium, Bhubaneswar Scheidsrechters: Raghu Prasad (IND) Javed Shaikh (IND) |
| Harmanpreet Shamsher Raj Abhishek Vivek Harmanpreet Abhishek | 3–2     | Ansell Griffiths Sorsby Albery Goodfield Griffiths Ansell | Kalinga Stadium, Bhubaneswar Scheidsrechters: Raghu Prasad (IND) Javed Shaikh (IND) |

| 3 april 2022 19:30                      |         |                                |                                                                                     |
| India                                   | 4–3     | Engeland                       | Kalinga Stadium, Bhubaneswar Scheidsrechters: Deepak Joshi (IND) Raghu Prasad (IND) |
| Manpreet 15+', 26' Harmanpreet 26', 43' | verslag | Sanford 7' Condon 39' Ward 44' | Kalinga Stadium, Bhubaneswar Scheidsrechters: Deepak Joshi (IND) Raghu Prasad (IND) |

| 14 april 2022 19:30               |         |           |                                                                                         |
| India                             | 3–0     | Duitsland | Kalinga Stadium, Bhubaneswar Scheidsrechters: Rawi Anbananthan (MAS) Javed Shaikh (IND) |
| Harmanpreet 18', 28' Abhishek 44' | verslag |           | Kalinga Stadium, Bhubaneswar Scheidsrechters: Rawi Anbananthan (MAS) Javed Shaikh (IND) |

| 15 april 2022 19:30                 |         |             |                                                                                         |
| India                               | 3–1     | Duitsland   | Kalinga Stadium, Bhubaneswar Scheidsrechters: Raghu Prasad (IND) Rawi Anbananthan (MAS) |
| Sukhjeet 19' Varun 41' Abhishek 54' | verslag | Boeckel 45' | Kalinga Stadium, Bhubaneswar Scheidsrechters: Raghu Prasad (IND) Rawi Anbananthan (MAS) |

| 16 april 2022 18:30                    |         |                      | |
| Argentinië                             | 4–2     | Frankrijk            | Club Natación y Gimnasia, San Miguel de Tucumán Scheidsrechters: Germán Montes de Oca (ARG) Federico García (URU) |
| Martins 3', 58' Domene 50' Ferrero 54' | verslag | Tynevez 19' Igau 42' | Club Natación y Gimnasia, San Miguel de Tucumán Scheidsrechters: Germán Montes de Oca (ARG) Federico García (URU) |

| 17 april 2022 17:00 |         |                             | |
| Argentinië          | 0–2     | Frankrijk                   | Club Natación y Gimnasia, San Miguel de Tucumán Scheidsrechters: Federico García (URU) Maggie Giddens (USA) |
|                     | verslag | M. Branicki 11' Tynevez 31' | Club Natación y Gimnasia, San Miguel de Tucumán Scheidsrechters: Federico García (URU) Maggie Giddens (USA) |

| 23 april 2022 16:00                         |         |                                | |
| Argentinië                                  | 4–3     | Zuid-Afrika                    | Club Natación y Gimnasia, San Miguel de Tucumán Scheidsrechters: Diego Barbas (ARG) Irene Presenqui (ARG) |
| Monja 3' Fernández 5' Ferrero 48' Sarto 43' | verslag | Ntuli 14' Guise-Brown 43', 48' | Club Natación y Gimnasia, San Miguel de Tucumán Scheidsrechters: Diego Barbas (ARG) Irene Presenqui (ARG) |

| 24 april 2022 17:00               |         |                                         | |
| Argentinië                        | 2–2     | Zuid-Afrika                             | Club Natación y Gimnasia, San Miguel de Tucumán Scheidsrechters: Germán Montes de Oca (ARG) Irene Presenqui (ARG) |
| Ferrero 18' Agostini 59'          | verslag | Ntuli 36' Beauchamp 39'                 | Club Natación y Gimnasia, San Miguel de Tucumán Scheidsrechters: Germán Montes de Oca (ARG) Irene Presenqui (ARG) |
| Shoot-out                         |         |                                         | Club Natación y Gimnasia, San Miguel de Tucumán Scheidsrechters: Germán Montes de Oca (ARG) Irene Presenqui (ARG) |
| Acosta Capurro Martins Gencarelli | 2–1     | De Lora Abrahams Ntuli Futcher Sherwood | Club Natación y Gimnasia, San Miguel de Tucumán Scheidsrechters: Germán Montes de Oca (ARG) Irene Presenqui (ARG) |

| 4 mei 2022 17:30 |         |              |                                                                                                 |
| Duitsland        | 0–1     | Engeland     | Warsteiner HockeyPark, Mönchengladbach Scheidsrechters: Jakub Mejzlík (CZE) Martin Madden (SCO) |
|                  | verslag | Bandurak 12' | Warsteiner HockeyPark, Mönchengladbach Scheidsrechters: Jakub Mejzlík (CZE) Martin Madden (SCO) |

| 5 mei 2022 15:30                         |         |                    |                                                                                                 |
| Duitsland                                | 3–2     | Engeland           | Warsteiner HockeyPark, Mönchengladbach Scheidsrechters: Jakub Mejzlík (CZE) Martin Madden (SCO) |
| Hellwig 21' T. Grambusch 36' Peillat 41' | verslag | Condon 3' Ward 40' | Warsteiner HockeyPark, Mönchengladbach Scheidsrechters: Jakub Mejzlík (CZE) Martin Madden (SCO) |

| 14 mei 2022 16:30 |         |            |                                                                                            |
| Spanje            | 0–1     | Argentinië | Estadi Olímpic de Terrassa, Terrassa Scheidsrechters: Steve Rogers (AUS) Ben Göntgen (GER) |
|                   | verslag | Domene 14' | Estadi Olímpic de Terrassa, Terrassa Scheidsrechters: Steve Rogers (AUS) Ben Göntgen (GER) |

| 15 mei 2022 16:30                                                                       |         |                                                                                        |                                                                                                |
| Spanje                                                                                  | 1–1     | Argentinië                                                                             | Estadi Olímpic de Terrassa, Terrassa Scheidsrechters: Ben Göntgen (GER) Laurine Delforge (BEL) |
| Menini 51'                                                                              | verslag | Casella 50'                                                                            | Estadi Olímpic de Terrassa, Terrassa Scheidsrechters: Ben Göntgen (GER) Laurine Delforge (BEL) |
| Shoot-out                                                                               |         |                                                                                        | Estadi Olímpic de Terrassa, Terrassa Scheidsrechters: Ben Göntgen (GER) Laurine Delforge (BEL) |
| Gispert Menini Miralles Reyne Tarrés Gispert Reyne Menini Miralles Tarrés Gispert Reyne | 5–6     | Keenan Domene Toscani Martínez Ferreiro Keenan Domene Toscani Martínez Ferreiro Keenan | Estadi Olímpic de Terrassa, Terrassa Scheidsrechters: Ben Göntgen (GER) Laurine Delforge (BEL) |

| 17 mei 2022 11:30                              |         |                            |                                                                                |
| Spanje                                         | 4–2     | Frankrijk                  | Estadio Betero, Valencia Scheidsrechters: Steve Rogers (AUS) Ben Göntgen (GER) |
| Alonso 5' Davila 22' Miralles 52' Recasens 58' | verslag | Charlet 17' Baumgarten 28' | Estadio Betero, Valencia Scheidsrechters: Steve Rogers (AUS) Ben Göntgen (GER) |

| 18 mei 2022 11:30 |         |           |                                                                                 |
| Spanje            | 1–0     | Frankrijk | Estadio Betero, Valencia Scheidsrechters: Liu Xiaoying (CHN) Steve Rogers (AUS) |
| Menini 60'        | verslag |           | Estadio Betero, Valencia Scheidsrechters: Liu Xiaoying (CHN) Steve Rogers (AUS) |

| 20 mei 2022 20:30                         |         |                                      |                                                                                                |
| België                                    | 3–3     | Spanje                               | Wilrijkse Plein Antwerpen, Antwerpen Scheidsrechters: Christian Blasch (GER) Dan Barstow (ENG) |
| Dohmen 39' Boon 48', 56'                  | verslag | Reyné 16' Miralles 39' Iglesias 41'  | Wilrijkse Plein Antwerpen, Antwerpen Scheidsrechters: Christian Blasch (GER) Dan Barstow (ENG) |
| Shoot-out                                 |         |                                      | Wilrijkse Plein Antwerpen, Antwerpen Scheidsrechters: Christian Blasch (GER) Dan Barstow (ENG) |
| Boccard De Sloover Gougnard Wegnez Cosyns | 3–2     | Gispert Menini Miralles Reyné Clapés | Wilrijkse Plein Antwerpen, Antwerpen Scheidsrechters: Christian Blasch (GER) Dan Barstow (ENG) |

| 21 mei 2022 13:00                          |         |                                      | |
| Engeland                                   | 5–4     | Frankrijk                            | Lee Valley Hockey and Tennis Centre, Londen Scheidsrechters: Michiel Otten (NED) Jonas van 't Hek (NED) |
| Goodfield 2' Ramshaw 8', 56' Ward 31', 59' | verslag | Charlet 23' Baumgarten 30', 44', 47' | Lee Valley Hockey and Tennis Centre, Londen Scheidsrechters: Michiel Otten (NED) Jonas van 't Hek (NED) |

| 21 mei 2022 13:30                                             |         |                                  |                                                                                          |
| Duitsland                                                     | 6–3     | Argentinië                       | Ernst Reuter Sportfeld, Berlijn Scheidsrechters: Martin Madden (SCO) Jakub Mejzlík (CZE) |
| T. Grambusch 14' Hartkopf 15' Prinz 20', 52' Peillat 22', 42' | verslag | Keenan 3' Habif 51' Tarazona 56' | Ernst Reuter Sportfeld, Berlijn Scheidsrechters: Martin Madden (SCO) Jakub Mejzlík (CZE) |

| 21 mei 2022 20:30                      |         |               |                                                                                                |
| België                                 | 5–1     | Spanje        | Wilrijkse Plein Antwerpen, Antwerpen Scheidsrechters: Dan Barstow (ENG) Christian Blasch (GER) |
| Boon 7', 28', 35' Onana 15' Cosyns 57' | verslag | Rodríguez 48' | Wilrijkse Plein Antwerpen, Antwerpen Scheidsrechters: Dan Barstow (ENG) Christian Blasch (GER) |

| 22 mei 2022 12:00                    |         |                | |
| Engeland                             | 4–1     | Frankrijk      | Lee Valley Hockey and Tennis Centre, Londen Scheidsrechters: Jonas van 't Hek (NED) Michiel Otten (NED) |
| Bandurak 19', 24' Scott 48' Ward 57' | verslag | T. Clément 49' | Lee Valley Hockey and Tennis Centre, Londen Scheidsrechters: Jonas van 't Hek (NED) Michiel Otten (NED) |

| 22 mei 2022 14:30                        |         |                                |                                                                                           |
| Duitsland                                | 1–1     | Argentinië                     | Ernst Reuter Sportfeld, Berlijn Scheidsrechters: zMartin Madden (SCO) Jakub Mejzlík (CZE) |
| Miltkau 43'                              | verslag | Casella 15'                    | Ernst Reuter Sportfeld, Berlijn Scheidsrechters: zMartin Madden (SCO) Jakub Mejzlík (CZE) |
| Shoot-out                                |         |                                | Ernst Reuter Sportfeld, Berlijn Scheidsrechters: zMartin Madden (SCO) Jakub Mejzlík (CZE) |
| Hartkopf Grambusch Trompertz Prinz Große | 4–2     | Keenan Domene Ferreiro Cicileo | Ernst Reuter Sportfeld, Berlijn Scheidsrechters: zMartin Madden (SCO) Jakub Mejzlík (CZE) |

| 28 mei 2022 12:00                        |         |                           | |
| Engeland                                 | 4–2     | Zuid-Afrika               | Lee Valley Hockey and Tennis Centre, Londen Scheidsrechters: Martin Madden (SCO) Michiel Otten (NED) |
| Bandurak 10', 19' Griffiths 23' Ward 40' | verslag | Guise-Brown 49' Horne 51' | Lee Valley Hockey and Tennis Centre, Londen Scheidsrechters: Martin Madden (SCO) Michiel Otten (NED) |

| 28 mei 2022 18:00       |         |             | |
| België                  | 2–1     | Frankrijk   | Wilrijkse Plein Antwerpen, Antwerpen Scheidsrechters: Christian Blasch (GER) Sébastien Michielsen (BEL) |
| Cosyns 24' Charlier 44' | verslag | Charlet 60' | Wilrijkse Plein Antwerpen, Antwerpen Scheidsrechters: Christian Blasch (GER) Sébastien Michielsen (BEL) |

| 29 mei 2022 12:00                  |         |             | |
| Engeland                           | 3–0     | Zuid-Afrika | Lee Valley Hockey and Tennis Centre, Londen Scheidsrechters: Martin Madden (SCO) Michiel Otten (NED) |
| Albery 5' Calnan 14' Griffiths 55' | verslag |             | Lee Valley Hockey and Tennis Centre, Londen Scheidsrechters: Martin Madden (SCO) Michiel Otten (NED) |

| 29 mei 2022 18:00         |         |             |                                                                                                  |
| België                    | 3–1     | Frankrijk   | Wilrijkse Plein Antwerpen, Antwerpen Scheidsrechters: Christian Blasch (GER) Jakub Mejzlík (CZE) |
| Charlier 9' Boon 18', 23' | verslag | Clément 15' | Wilrijkse Plein Antwerpen, Antwerpen Scheidsrechters: Christian Blasch (GER) Jakub Mejzlík (CZE) |

| 1 juni 2022 17:30                                                     |         |                              |                                                                              |
| Nederland                                                             | 5–2     | Argentinië                   | RKHV Union, Malden Scheidsrechters: Dan Barstow (ENG) Jonas van 't Hek (NED) |
| Van der Horst 3' Janssen 13' Van Battum 19' Bijen 33' Hoedemakers 34' | verslag | Della Torre 40' Ferreiro 42' | RKHV Union, Malden Scheidsrechters: Dan Barstow (ENG) Jonas van 't Hek (NED) |

| 2 juni 2022 18:00                        |         |              |                                                                              |
| Nederland                                | 3–1     | Argentinië   | RKHV Union, Malden Scheidsrechters: Christian Blasch (GER) Dan Barstow (ENG) |
| De Geus 31' Van Heijningen 32' Bijen 33' | verslag | Ferreiro 16' | RKHV Union, Malden Scheidsrechters: Christian Blasch (GER) Dan Barstow (ENG) |

| 4 juni 2022 16:30 |         |                                   |                                                                                        |
| Engeland          | 0–3     | Nederland                         | Twickenham Stoop, Londen Scheidsrechters: Christian Blasch (GER) David Tomlinson (NZL) |
|                   | verslag | Warmerdam 3', 13' Hoedemakers 56' | Twickenham Stoop, Londen Scheidsrechters: Christian Blasch (GER) David Tomlinson (NZL) |

| 4 juni 2022 19:00                                             |         |                            |                                                                                                |
| Spanje                                                        | 5–3     | Zuid-Afrika                | Estadi Olímpic de Terrassa, Terrassa Scheidsrechters: Jonas van 't Hek (NED) Dan Barstow (ENG) |
| Miralles 13' Clapés 24' Basterra 36' Lacalle 48' Iglesias 51' | verslag | Eustice 42' Paton 47', 58' | Estadi Olímpic de Terrassa, Terrassa Scheidsrechters: Jonas van 't Hek (NED) Dan Barstow (ENG) |

| 5 juni 2022 15:30              |         |                                                                     |                                                                                        |
| Engeland                       | 3–6     | Nederland                                                           | Twickenham Stoop, Londen Scheidsrechters: David Tomlinson (NZL) Christian Blasch (GER) |
| Bandurak 29' Rushmere 38', 51' | verslag | De Vilder 1', 18' Hoedemakers 25', 45' Wortelboer 47' Warmerdam 60' | Twickenham Stoop, Londen Scheidsrechters: David Tomlinson (NZL) Christian Blasch (GER) |

| 5 juni 2022 19:00                          |         |             |                                                                                                |
| Spanje                                     | 3–0     | Zuid-Afrika | Estadi Olímpic de Terrassa, Terrassa Scheidsrechters: Jonas van 't Hek (NED) Dan Barstow (ENG) |
| Basterra 13' Recasens 21' Ignacio-Simó 48' | verslag |             | Estadi Olímpic de Terrassa, Terrassa Scheidsrechters: Jonas van 't Hek (NED) Dan Barstow (ENG) |

| 7 juni 2022 18:00                             |         |             |                                                                                                  |
| België                                        | 5–0     | Zuid-Afrika | Wilrijkse Plein Antwerpen, Antwerpen Scheidsrechters: David Tomlinson (NZL) Coen van Bunge (NED) |
| De Kerpel 5' Boon 26', 40', 48' Hendrickx 42' | verslag |             | Wilrijkse Plein Antwerpen, Antwerpen Scheidsrechters: David Tomlinson (NZL) Coen van Bunge (NED) |

| 8 juni 2022 18:00                    |         |                   |                                                                                                  |
| België                               | 4–2     | Zuid-Afrika       | Wilrijkse Plein Antwerpen, Antwerpen Scheidsrechters: David Tomlinson (NZL) Coen van Bunge (NED) |
| Onana 7' Van Aubel 37' Boon 40', 45' | verslag | Beauchamp 2', 49' | Wilrijkse Plein Antwerpen, Antwerpen Scheidsrechters: David Tomlinson (NZL) Coen van Bunge (NED) |

| 11 juni 2022 16:30                           |         |                                               |                                                                                                  |
| België                                       | 3–3     | India                                         | Wilrijkse Plein Antwerpen, Antwerpen Scheidsrechters: David Tomlinson (NZL) Coen van Bunge (NED) |
| Charlier 21' Gougnard 36' De Kerpel 51'      | verslag | Shamsher 18' Harmanpreet 52' Jarmanpreet 58'  | Wilrijkse Plein Antwerpen, Antwerpen Scheidsrechters: David Tomlinson (NZL) Coen van Bunge (NED) |
| Shoot-out                                    |         |                                               | Wilrijkse Plein Antwerpen, Antwerpen Scheidsrechters: David Tomlinson (NZL) Coen van Bunge (NED) |
| Boccard Cosyns Gougnard De Sloover De Kerpel | 4–5     | Harmanpreet Abhishek Lalit Shamsher Akashdeep | Wilrijkse Plein Antwerpen, Antwerpen Scheidsrechters: David Tomlinson (NZL) Coen van Bunge (NED) |

| 11 juni 2022 16:30      |         |                                |                                                                                       |
| Duitsland               | 2–3     | Nederland                      | Der Club an der Alster, Hamburg Scheidsrechters: Bruce Bale (ENG) Jakub Mejzlík (CZE) |
| Grambusch 10' Prinz 44' | verslag | Swaen 18' De Mol 25' Bijen 48' | Der Club an der Alster, Hamburg Scheidsrechters: Bruce Bale (ENG) Jakub Mejzlík (CZE) |

| 12 juni 2022 14:30                              |         |           |                                                                                             |
| Duitsland                                       | 4–1     | Nederland | Der Club an der Alster, Hamburg Scheidsrechters: Coen van Bunge (NED) David Tomlinson (NZL) |
| Ludwig 32' Miltkau 37' Bosserhoff 48' Staib 50' | verslag | Bijen 4'  | Der Club an der Alster, Hamburg Scheidsrechters: Coen van Bunge (NED) David Tomlinson (NZL) |

| 12 juni 2022 16:30               |        |                          |                                                                                            |
| België                           | 3–2    | India                    | Wilrijkse Plein Antwerpen, Antwerpen Scheidsrechters: Bruce Bale (ENG) Jakub Mejzlík (CZE) |
| De Kerpel 33' Hendrickx 49', 59' | Report | Abhishek 25' Mandeep 60' | Wilrijkse Plein Antwerpen, Antwerpen Scheidsrechters: Bruce Bale (ENG) Jakub Mejzlík (CZE) |

| 18 juni 2022 16:30  |         |                              | |
| Engeland            | 2–2     | België                       | Lee Valley Hockey and Tennis Centre, Londen Scheidsrechters: Paul Walker (ENG) Coen van Bunge (NED) |
| Calnan 22', 31'     | verslag | De Sloover 31' Hendrickx 60' | Lee Valley Hockey and Tennis Centre, Londen Scheidsrechters: Paul Walker (ENG) Coen van Bunge (NED) |
| Shoot-out           |         |                              | Lee Valley Hockey and Tennis Centre, Londen Scheidsrechters: Paul Walker (ENG) Coen van Bunge (NED) |
| Roper Albery Ansell | 3–0     | Bocard De Sloover Wegnez     | Lee Valley Hockey and Tennis Centre, Londen Scheidsrechters: Paul Walker (ENG) Coen van Bunge (NED) |

| 18 juni 2022 16:30            |         |                               |                                                                                        |
| Nederland                     | 2–2     | India                         | Sportpark Hazelaarweg, Rotterdam Scheidsrechters: Jakub Mejzlík (CZE) Bruce Bale (ENG) |
| Reyenga 10' Bijen 47'         | verslag | Dilpreet 22' Harmanpreet 60+' | Sportpark Hazelaarweg, Rotterdam Scheidsrechters: Jakub Mejzlík (CZE) Bruce Bale (ENG) |
| Shoot-out                     |         |                               | Sportpark Hazelaarweg, Rotterdam Scheidsrechters: Jakub Mejzlík (CZE) Bruce Bale (ENG) |
| Pieters Van Dam De Geus Bijen | 4–1     | Harmanpreet Abhishek Vivek    | Sportpark Hazelaarweg, Rotterdam Scheidsrechters: Jakub Mejzlík (CZE) Bruce Bale (ENG) |

| 19 juni 2022 15:30 |         |                                                     | |
| Engeland           | 0–5     | België                                              | Lee Valley Hockey and Tennis Centre, Londen Scheidsrechters: Alison Keogh (IRL) Coen van Bunge (NED) |
|                    | verslag | De Kerpel 9', 59' De Sloover 40' Hendrickx 57', 59' | Lee Valley Hockey and Tennis Centre, Londen Scheidsrechters: Alison Keogh (IRL) Coen van Bunge (NED) |

| 19 juni 2022 16:30   |         |             |                                                                                        |
| Nederland            | 2–1     | India       | Sportpark Hazelaarweg, Rotterdam Scheidsrechters: Jakub Mejzlík (CZE) Bruce Bale (ENG) |
| Janssen 7' Croon 45' | verslag | Abhishek 1' | Sportpark Hazelaarweg, Rotterdam Scheidsrechters: Jakub Mejzlík (CZE) Bruce Bale (ENG) |

| 25 juni 2022 16:30                            |         |                                         |                                                                                 |
| Nederland                                     | 4–3     | Spanje                                  | HC Den Bosch, Den Bosch Scheidsrechters: Marcin Grochal (POL) Ben Göntgen (GER) |
| Brinkman 4' Galema 8' Pieters 29' De Geus 54' | verslag | Iglesias 15' Rodriguez 19' Bonastre 55' | HC Den Bosch, Den Bosch Scheidsrechters: Marcin Grochal (POL) Ben Göntgen (GER) |

| 26 juni 2022 16:00                                       |         |             |                                                                                 |
| Nederland                                                | 4–1     | Spanje      | HC Den Bosch, Den Bosch Scheidsrechters: Marcin Grochal (POL) Ben Göntgen (GER) |
| Van Dam 14' Van der Horst 19' Wortelboer 23' Pieters 41' | verslag | Lacalle 54' | HC Den Bosch, Den Bosch Scheidsrechters: Marcin Grochal (POL) Ben Göntgen (GER) |

## Eindstand
| Pos. | Team        |
| ---- | ----------- |
| 1    | Nederland   |
| 2    | België      |
| 3    | India       |
| 4    | Duitsland   |
| 5    | Argentinië  |
| 6    | Engeland    |
| 7    | Spanje      |
| 8    | Frankrijk   |
| 9    | Zuid-Afrika |

## Uitzendrechten
In Nederland was de Hockey Pro League te zien de rechtenhouder Ziggo Sport, die zowel de rechten van het mannen- als het vrouwentoernooi in handen had. Ziggo Sport zond alle wedstrijden van het Nederlandse mannenteam live uit op kanaal 14 van Ziggo Sport (gratis beschikbaar voor klanten van tv-aanbieder Ziggo) en op betaalzender Ziggo Sport Totaal.